# Lok-Sabha-Wahlkreis Puducherry
Der Lok-Sabha-Wahlkreis Puducherry (bis 2004 Pondicherry) ist ein Wahlkreis bei den Wahlen zur Lok Sabha, dem Unterhaus des indischen Parlaments. Er umfasst das gesamte Unionsterritorium Puducherry (Pondicherry).
Bei der letzten Wahl zur Lok Sabha waren 901.357 Einwohner wahlberechtigt.

## Letzte Wahl
Die Wahl zur Lok Sabha 2014 hatte folgendes Ergebnis:
| Kandidat              | Partei                | Stimmen |
| --------------------- | --------------------- | ------- |
| R. Radhakrishnan      | AINRC                 | 34,6 %  |
| V. Narayanasamy       | INC                   | 26,3 %  |
| M. V. Omalingam       | AIADMK                | 17,9 %  |
| A. M. H. Nazeem       | DMK                   | 8,2 %   |
| R. K. R. Anantharaman | PMK                   | 3,1 %   |
| R. Viswanathan        | CPI                   | 1,7 %   |
| V. Rangarajan         | AAP                   | 1,1 %   |
| S. Sanjivganthi       | Unabh.                | 1,1 %   |
| Sonstige              | Sonstige              | 3,0 %   |
| Keiner der Kandidaten | Keiner der Kandidaten | 3,0 %   |

## Wahl 2009
Die Wahl zur Lok Sabha 2009 hatte folgendes Ergebnis:
| Kandidat        | Partei   | Stimmen |
| --------------- | -------- | ------- |
| V. Narayanasamy | INC      | 49,4 %  |
| M. Ramadass     | PMK      | 34,3 %  |
| K. A. U. Asanaa | DMDK     | 8,7 %   |
| M. Visweswaran  | BJP      | 2,2 %   |
| Sonstige        | Sonstige | 5,4 %   |

## Bisherige Abgeordnete
| Wahl | Name                    | Partei | Stimmen |
| ---- | ----------------------- | ------ | ------- |
| 1963 | K. U. Sivapraghassan    | INC    | 61,5 %  |
| 1967 | N. Sethuraman           | INC    | 39,0 %  |
| 1971 | S. Mohan Kumaramangalam | INC    | 65,2 %  |
| 1977 | Aravinda Bala Pajanor   | AIADMK | 52,5 %  |
| 1980 | P. Shanmugam            | INC    | 64,2 %  |
| 1984 | P. Shanmugam            | INC    | 57,8 %  |
| 1989 | P. Shanmugam            | INC    | 49,7 %  |
| 1991 | M. O. H. Farook         | INC    | 51,8 %  |
| 1996 | M. O. H. Farook         | INC    | 38,5 %  |
| 1998 | S. Arumugham            | DMK    | 40,2 %  |
| 1999 | M. O. H. Farook         | INC    | 37,2 %  |
| 2004 | M. Ramadass             | PMK    | 49,9 %  |
| 2009 | V. Narayanasamy         | INC    | 49,4 %  |
| 2014 | R. Radhakrishnan        | AINRC  | 34,6 %  |

## Wahlkreisgeschichte
Der Wahlkreis Pondicherry wurde eingerichtet, nachdem 1963 aus dem ehemaligen Französisch-Indien das Unionsterritorium Pondicherry gebildet worden war. Der erste Lok-Sabha-Sitz für Pondicherry wurde 1963 in einer separaten Wahl bestimmt. Seit 1967 nimmt Pondicherry an den allgemeinen Wahlen zur Lok Sabha teil. Seitdem das Unionsterritorium Pondicherry 2006 in Puducherry umbenannt wurde, firmiert auch der Wahlkreis seit der Wahl zur Lok Sabha 2009 unter dem Namen Puducherry.